# Kōtei (Nō)

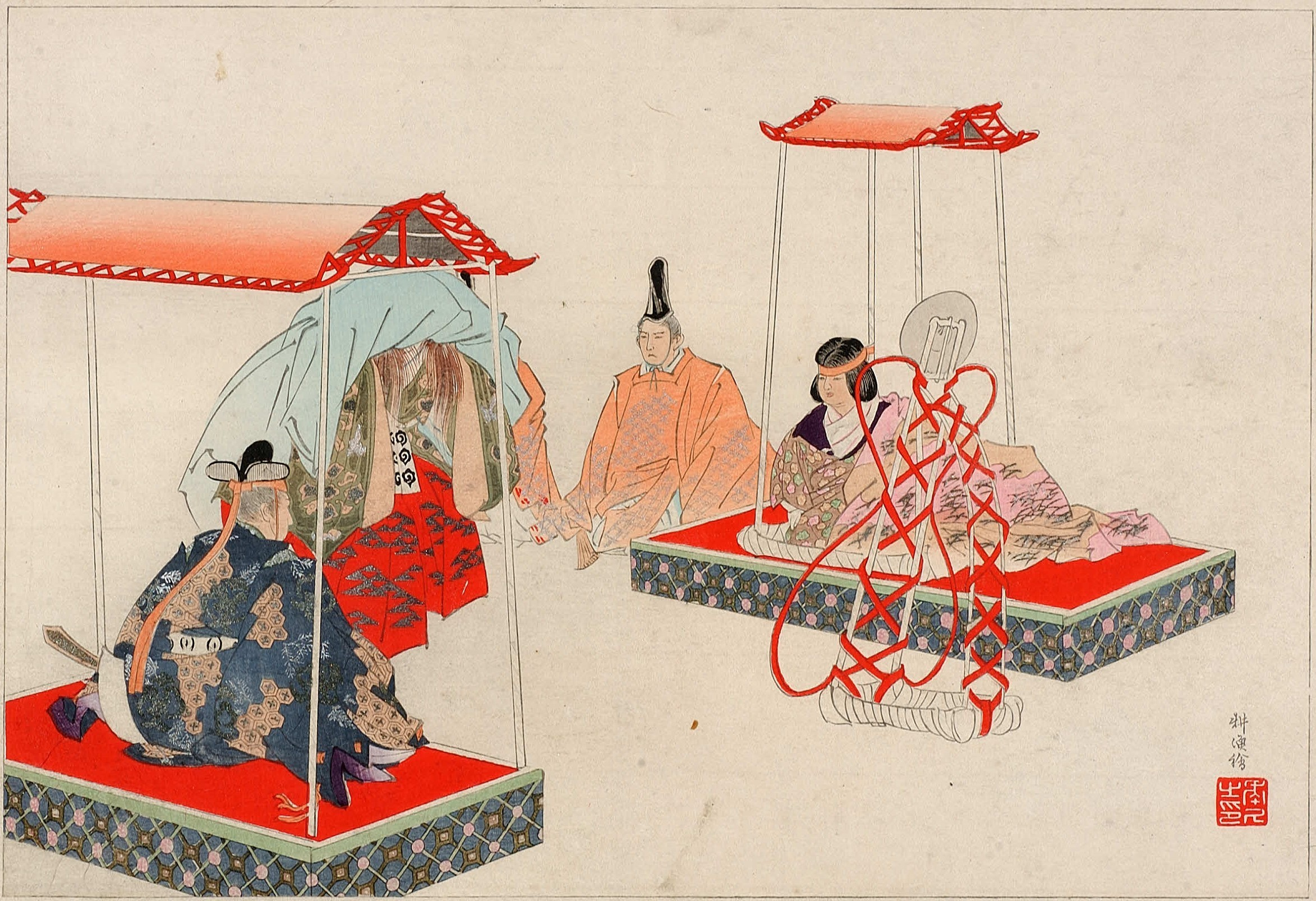
Eine Szene aus Kōtei

Kōtei (japanisch 皇帝; dt. Der Kaiser) ist der Titel eines Nō-Dramas. Es ist im Rahmen der Nō-Kategorie ein Fünftspiel.

## Vorbemerkung
Es treten folgende Personen auf:
- Kinderfigur: Geliebte des Kaisers
- Waki: Kaiser Xuanzong
- Wakitsure: Zwei Würdenträger des Kaisers
- Shite I: Alter Mann (Dämonenbesieger Zhōng Kui)
- Shite II: Zhong Kui in wahrer Gestalt
- Tsure: Dämon

## Handlung
1. Akt
  1. Vorspiel Yangkueifei, die Geliebte des Kaisers Xuanzong, sieht man schwer erkrankt auf der Bühne. Der Kaiser tritt mit zwei begleitenden Würdenträgern auf.
  2. In der unkenntlichen Gestalt eines Alten erscheint der Geist des großen Dämonenvertreibers Zhong Kui und erklärt, dass er – nach dem er durch die Staatsprüfung gefallen war und sich selbst getötet hatte – nun als Dank für die von den Oberen gewährte Errettung die Krankheiten der Edlen beschwichtigen wolle. Gespräch zwischen Zhong Kui und Kaiser, der ihn bittet, den „Spiegel der erleuchteten Könige“ (明王鏡 Myōō kagami) an das Lager der Kranken zu bringen. Zhong Kui verlässt die Bühne,
2. Akt
  1. Langes zärtliches Gespräch zwischen dem Kaiser und der Geliebten. Chor.
  2. Der Spiegel wird gebracht.
  3. Der Krankheitsdämon zeigt sich, Auftritt mit schneller Flöte, Chor.
  4. In gewaltiger Szene tritt Zhong Kui in wahrer Gestalt auf. „Sieh da, der Dämon, wie er sich verbirgt. Zhong Kui steigt vom Pferd, zückt das Schwert, schaut in den Spiegel, da kann sich kein Teufel verbergen.“ Großer Kampf mit dem Dämon, dessen Kraft allmählich nachlässt. „Es schwand dem Dämonen seine Kraft. Entwischen wollt er wohl; doch Zhong Kui hält ihn fest, schwingt sein Schwert und haut ihn in Stücke, wirft ihn fort.“ Und weiter „Geheilt ist Yangkuefeis Krankheit. Des Herrschers große Wesenskraft verehrend, werd‘ ich immer als sein Schutzgeist wachen.“